# Midyphil B. Billones
Midyphil Bermejo Billones (* 4. Juli 1969 in Capiz, Panay) ist ein philippinischer Geistlicher und römisch-katholischer Erzbischof von Jaro.

## Leben
Midyphil B. Billones studierte in Iloilo City und in Quezon City. Am 2. Oktober 1995 empfing er das Sakrament der Priesterweihe für das Erzbistum Jaro.
Nach der Priesterweihe war er zunächst Kaplan an der Kathedrale von Jaro. Von 1997 bis 2001 war er persönlicher Sekretär von Erzbischof Alberto Jover Piamonte und dessen Nachfolger Angel Lagdameo. In dieser Zeit gehörte er außerdem dem Priesterrat an, war Vizekanzler des Erzbistums und Präsident der Jugendkommission sowie Notar der Diözesansynode. Von 2004 bis 2012 studierte er an der Päpstlichen Universität Gregoriana in Rom und wurde zum Dr. theol. promoviert. Nach seiner Rückkehr in die Heimat wurde er Subregens und 2013 Regens des Regionalseminars in Jaro. Er war erneut Mitglied des Priesterrats und leitete die diözesane Kommission für die Laien.
Am 16. Juli 2019 ernannte ihn Papst Franziskus zum Titularbischof von Tagarata und zum Weihbischof in Cebu. Der Erzbischof von Jaro, Jose Romeo Orquejo Lazo, spendete ihm am 27. August desselben Jahres die Bischofsweihe. Mitkonsekratoren waren der Erzbischof von Cebu, Jose Serofia Palma, und der emeritierte Erzbischof von Jaro, Angel Lagdameo. Sein Wahlspruch Domine tu omnia scis. Tu cognocis quia amo te. (deutsch: Herr, du weißt alles; du weißt, dass ich dich liebe.) ist dem Evangelium nach Johannes entnommen (Joh 21,17 ).
Papst Franziskus bestellte ihn am 2. Februar 2025 zum Erzbischof von Jaro. Die Amtseinführung fand am 2. April desselben Jahres statt.